# Хлібовка
Хлі́́бовка (рос. Хлебовка) — селище у складі Новосергієвського району Оренбурзької області, Росія.

## Населення
Населення — 244 особи (2010; 275 у 2002).
Національний склад (станом на 2002 рік):
- росіяни — 63 %